# Чечела, Данил Владимирович
Данил Владимирович Чечела (род. 30 марта 2000, Казань) — российский легкоатлет. Мастер спорта России международного класса. Двукратный победитель летнего чемпионата России и двукратный чемпион России в помещении.

## Биография
Родился в Казани. Воспитанник СШОР «Спутник». Учился в Казанском национальном исследовательском технологическом университете.
Неоднократный чемпион России среди спортсменов до 23 лет. Победитель командного чемпионата России. Серебряный призёр Всероссийской Спартакиады по летним видам спорта 2022 года.
Двукратный победитель летнего чемпионата России (2021, 2024) и двукратный чемпион России в помещении (2021, 2024).